# Ashburn, Georgia
Ashburn är administrativ huvudort i Turner County i Georgia. Orten har fått sitt namn efter bosättaren W.W. Ashburn. Enligt 2020 års folkräkning hade Ashburn 4 291 invånare.

## Kända personer från Ashburn
- Ben Thomas, utövare av amerikansk fotboll